# Jézus korának kulturális és történelmi háttere
Jézus Krisztus korának világára  kulturális és politikai dilemmákkal terhes bizonytalanság volt jellemző. Kulturális értelemben a zsidóknak viaskodniuk kellett a hellenizmus értékrendszerével és filozófiájával, és különös nehézséget okozott annak az ellentmondásnak a feloldása, hogy a Törvény (Tóra) csak rájuk vonatkozik, de általános igazságokat jelenít meg.

## Földrajzi és kulturális háttérinformációk
Jézus életének korában Izráel egész területe a Római Birodalomhoz tartozott, de Nagy Heródes király közvetlen uralma alatt állt. Nagy Heródes halála után, Kr. u. 4-ben Júdeát és Szamáriát a római helytartó felügyelete alatt álló zsidó főpap által uralt Palesztina nevű római tartományhoz csatolták. Galilea azonban, ahol Jézus felnőtt, megmaradt Nagy Heródes Király fia, Heródes Antipász negyedes fejedelem fennhatósága alatt, azaz „Tibérius császár uralkodásának tizenötödik esztendejében pedig, mikor Júdeában Poncius Pilátus volt a helytartó, és Galileának negyedes fejedelme Heródes” (Heródes Antipász, Nagy Heródes király fia) Annás és Kajafás volt a főpap. (Luk3:1)
Jézus korában Galilea lakossága viszonylag nagy számú volt a tartomány termékenységének is köszönhetően. Iosephus Flavius így írja le ezt az országrészt:

„[Galilea] Földje kövér és legelője dús, bőségesen megterem rajta minden néven nevezendő fa, és oly termékeny, hogy a leglustább földművest is munkára serkenti. Ezért van az, hogy a lakosok az egész ország földjét megművelik, egyetlen részecskéje sem hever ugaron. Ugyanezért van olyan sok város is, és termékenysége miatt még a falvak lakossága is mindenütt oly sűrű, hogy a legkisebb falunak is 1500 léleknél több lakosa van.”

– Iosephus Flavius: A zsidó háború, Görögből fordította Révay József, Ötödik kiadás, Gondolat Kiadó, Bp., 1964

## Főbb vallási, politikai csoportok
A zsidóságon belül abban az időben három jelentősebb elkülönült; vallási csoport alakult ki: a farizeusok, az esszénusok és a szadduceusok.

### Farizeusok
A farizeus név a héber perushim-ból ered, ami a parash, „elválasztani” szóból származik. A farizeusok a kortól függően politikai párt, szociális mozgalom vagy gondolati iskola szerepét töltötték be a Második Templom korában (Kr. e. 536 és Kr. u. 70 között.) A farizeus zsidóság a Templom elpusztulása után rabbinista zsidóság néven élt tovább és irányzatukat manapság csak judaizmusnak hívják. Történelmük korai szakaszában a farizeusok a szadduceusok ellentáboraként léteztek. A két csoport közötti ellentétek a Júda babilóniai fogságát követő Második Templom Korában élő zsidóság sokkal szélesebb viszályainak voltak részei. Az egyik viszály a társadalmi osztályok, a gazdagok és a szegények között zajlott le, a második viszály kulturális természetű volt a hellenista behatásokat kedvelő és ellenző csoportok között, míg a harmadik, a legfontosabbnak és a legnagyobb jelentőségűnek bizonyuló viszály vallásjogi területen volt azok között, akik a Templom fontosságát hangsúlyozták, és azok között, akik a mózesi törvényeket és prófétai értékeket érezték a zsidóság alapjának. Ez a viszálykodás gyakorlatilag a Második Templom teljes korára kiterjedt abban a nagyon fontos időben, amikor a Templomnak óriási tekintélye, de megkérdőjelezhető törvényessége volt, és amikor a Tóra (az Ószövetség) és a Biblia szent írásait összegyűjtötték, szerkesztették és hitelesítették / szentesítették. Általánosságban beszélve míg a szadduceusok konzervatív, arisztokratikus monarchisták voltak, a farizeusoké válogatott, népszerű és demokratikusabb csoport volt. A farizeusok úgy tartották, hogy a Tanakh, a héber Biblia, vagyis a Törvény könyvei mindig is szóbeli hagyományokkal együtt voltak tanítva, a szadduceusokkal ellentétben, akik a törvények kizárólagosan betű szerinti értelmezésében hittek. A szadduceusok és az esszéneusok szemszögéből a farizeusok egy liberális vonalat képviseltek a törvény értelmezésének rugalmasságában. Ezek az ellentétek a népszerű nyelvezetben fennmaradt hagyományokból is jól érezhető: „Egy művelt mamzernek (tiltott kapcsolatból származó számkivetett gyermek) (jogi/vallási vitában) mindig előnye van egy műveletlen főpappal szemben.”

### Esszénusok
Esszénusoknak (essenes = szentséges, istenfélő; más néven kumráni közösség) nevezték a kívülállók a Második Templomot elutasító zsidó papságot követő, Kr. e. 2. században alapított szektához tartozókat. Ők nem utasították ugyan el magát a Templom fogalmát, de hitük szerint ők maguk testesítették meg az Új Templomot. Eredetük Kr. e. 175-re nyúlik vissza, amikor a papság egy része megtagadta Jehósua ben Simon főpapi tisztre emelkedését és az ő örököseinek nemzetségrendileg képesítetlen örököseit Gonosz Papoknak (Kohein ha-Resha) nevezték. Ez a törvénytelen papság idővel szadduceusok néven lett ismert. Bár ők a nevüket a Dávid király idejéből való Sádók főpaptól származtatják, sokan inkább egy másik, a farizeusok ellen lázadó Sádókra gondolnak. Josephus őket veszekedős, durva, faragatlan csoportnak állította be, akiket csak a gazdagok és hatalmasok követnek. Viszonzásképpen egyikük – Jesu Ha-Notzri – Kr. e. 100 körül az esszénusokat „Matif ha-Kaza”-nak, azaz „hazugságokat fecsegő erénycsőszök”-nek hívta.
Az esszénusok hitték, hogy győzelmük csak idő kérdése, és a templom ellenőrzésük alá vonása után azt az Igazság elvei alapján tudják majd helyreállítani. Ennek megfelelően a Második Templom Kr. u. 70-ben való elpusztulása számukra a lelki gonoszság végét jelképezte. Ugyanakkor ez a fordulat ellenzékiségük alapját is elvette, és hamarosan a hillélita farizeusok csoportjába olvadtak be, amiből azután megszülettek a ma is létező rabbinista zsidóság hagyományai.
Vannak olyan elméletek, hogy az esszéneusok a korai kereszténység ihletői voltak. Például ők vallották először, hogy a Szentség a templomi áldozatoktól függetlenül is létezhet és lényegében ez a felfogás tette lehetővé a szétszóródott zsidóság túlélését is.

### Szadduceusok
A szadduceusok tehát a Templommal és a papsággal voltak szorosan összekapcsolva, míg a farizeusok a zsidó hitközösségek tanítói és a zsinagógák vezetői voltak, akik rossz néven vették ugyan a római megszállást, de Jézus idejében nem voltak politikailag nagyon aktívak. E két fő csoportosulástól határozottan elszigetelve éltek kis vallási közösségekben az esszénusok, akiknek teológiája és filozófiája a tudósok értékelése szerint nagy hatással volt Jézusra és Keresztelő Jánosra egyaránt. A zélóták („vakbuzgók”) aktívak voltak ezekben az időkben és rómaiak elleni közvetlen harcot igyekeztek szervezni. Aktivitásuk végül is a Templom Kr. u. 70–ben való elpusztításához és a szadduceusok és esszénusok azt követő hanyatlásához vezetett.

## A zsidó messiásvárás
Sok zsidó remélte, hogy a rómaiakat egy, a mintának tartott Dávid király vonalából származó zsidó király fogja felváltani. A legtöbb zsidó hite szerint történelmüket Isten vezérelte, vagyis Júdea rómaiak általi leigázása isteni akarat volt és így a rómaiakat csak isteni beavatkozás által válthatja fel egy zsidó király, a Messiás. Bár a zsidók többsége elfogadta a római uralmat, az első század elején Keresztelő János, később pedig Jehósua ben Anániás azt hirdette, hogy a rég várt messiási kor elérkezett. Mások úgy vélték, hogy a királyságot, még ha erőszakkal is, de azonnal vissza kell állítani.
Ebben a történelmi helyzetben jelent meg Jézus, és az esszénusok, valamint a liberális farizeusok elvei alapján álló új, lelki Izráelt, új templomot, új Jeruzsálemet kezdett építeni.

## Palesztina Jézus korában
| Tírusz Cézárea Filippi Bethlehem Szamária (Jákob-kútja) Alexandrium Gerasza Filadelfia Ptolemaisz Bétszaida Kapernaum Tibériasz Gadara Názáret Szkitopolisz Pella Cézárea Antipatrisz Joppe Lidda Azótus Askelón Gáza Emmaus Jerikó Béthel Jeruzsálem Hebron Berseba F ö l d k ö z i – t e n g e r Holt- tenger Genezáreti-tó Jordán [[ ]] G a l i l e a D e k a p o l i s z S z a m á r i a J ú d e a I d u m e a Tábor-hegy Kármel- hegy |
| térkép szerkesztése |

## Lásd még
- Jézus